# جون كاندر
جون كاندر (بالإنجليزية: John Kander)‏ (18 مارس 1927 في كانزاس سيتي، ميزوري) هو ملحن أمريكي.

## حياته
بدأ جون مهنته في الخمسينات من القرن الماضي كرئيس جوق وقائد أوركسترا بالمسرح الموسيقي في برودواي.
كان أنجح تأليف موسيقي لجون كاندر مقطوعته كاباري التي ألفها عام 1966.

## الجوائز
- جائزة توني عن تأليفه مقطوعة كاباري كأحسن موسيقى. 1967
- جائزة غرامي عن تأليفه مقطوعة كاباري كأحسن موسيقى. 1968
- جائزة توني عن تأليفه مقطوعة امرأة السنة كأحسن موسيقى. 1981
- جائزة توني عن تأليفه مقطوعة قبلة المرأة العنكبوت كأحسن موسيقى. 1993

## روابط خارجية
- جون كاندر على موقع IMDb (الإنجليزية)
- جون كاندر على موقع الموسوعة البريطانية (الإنجليزية)
- جون كاندر على موقع ميوزك برينز (الإنجليزية)
- جون كاندر على موقع قاعدة بيانات برودواي على الإنترنت (الإنجليزية)
- جون كاندر على موقع إن إن دي بي (الإنجليزية)
- جون كاندر على موقع أول ميوزيك (الإنجليزية)
- جون كاندر على موقع ديسكوغز (الإنجليزية)
- جون كاندر على موقع قاعدة بيانات الفيلم (الإنجليزية)